# Palaeothemis
Palaeothemis is een geslacht van libellen (Odonata) uit de familie van de korenbouten (Libellulidae).

## Soorten
Palaeothemis omvat 1 soort:
- Palaeothemis tillyardi Fraser, 1923